# Love Outside the Window
Love Outside the Window è il primo album del cantante italiano Raphael Gualazzi, pubblicato il 16 settembre 2005 dall'etichetta Edel Music.

## Tracce
CD, download digitale
1. A Simple Song – 2:08
2. A Song for Your Soul – 2:40
3. Bésame Mucho – 3:27
4. A Devil Crying – 2:44
5. Escape – 3:05
6. A French Cartoon – 3:12
7. Georgia on My Mind – 1:56
8. Jameson's Lament – 2:04
9. Peace – 1:45
10. Summertime from Porgy and Bess – 4:17
11. Crazy Rag Blues – 3:07
12. Crying Laughing – 2:41
13. Love Outside the Window – 2:01
14. Sweet Fucking Blues – 1:39

Durata totale: 36:46

## Musicisti
I musicisti che hanno partecipato alla registrazione dell'album sono:
- Raphael Gualazzi - voce, pianoforte, arrangiamenti
- Deborah Vico - arrangiamenti degli archi
- Mauro Beggio - batteria
- Marco Ricci - contrabbasso
- Luca Marziali - violino
- Aurelio Venanzi - viola
- Andrea Agostinelli - cello